# Bánh trứng đường
Bánh trứng đường (tiếng Anh: meringue, /məˈræŋ/, mə-RANG; phát âm tiếng Pháp: [məʁɛ̃ɡ]) là một loại bánh tráng miệng, thường gắn liền với ẩm thực Pháp, Thụy Sĩ và cả Ý. Món này làm từ lòng trắng trứng đánh đều lên, thêm đường, đôi khi thêm một số gia vị có tính axit như chanh vàng, giấm hay xốt tartar.